# Słowacja na Letnich Igrzyskach Olimpijskich 2004
Słowację na Letnich Igrzyskach Olimpijskich 2004 reprezentowało 64 zawodników, 48 mężczyzn i 16 kobiet.

## Zdobyte medale
| Medal  | Zawodnik                                                   | Dyscyplina  | Konkurencja               |
| ------ | ---------------------------------------------------------- | ----------- | ------------------------- |
| Złoto  | Elena Kaliská                                              | Kajakarstwo | K-1 slalom                |
| Złoto  | Pavol Hochschorner Peter Hochschorner                      | Kajakarstwo | C-2 slalom                |
| Srebro | Michal Martikán                                            | Kajakarstwo | C-1 slalom                |
| Srebro | Jozef Krnáč                                                | Judo        | waga 66 kg                |
| Brąz   | Jozef Gönci                                                | Strzelectwo | karabin pneumatyczny 10 m |
| Brąz   | Richard Riszdorfer Michal Riszdorfer Erik Vlček Juraj Bača | Kajakarstwo | K-4 1000 metrów           |